# Hondeklipbaai
Hondeklipbaai este un oraș din provincia Noord-Kaap, Africa de Sud.